# Kevin Sousa
Ken, właśc. Kevin Jorge Ramos Sousa (ur. 6 czerwca 1994 w Praii) – kabowerdeński piłkarz grający na pozycji bramkarza. Od 2017 jest piłkarzem klubu Batuque FC.

## Kariera piłkarska
Swoją karierę piłkarską Ken rozpoczął w klubie Académica do Mindelo. Następnie grał w Batuque FC, a w 2012 roku przeszedł do portugalskiego CD Nacional. W 2013 roku został wypożyczony do AD Oeiras. W sezonie 2013/2014 zadebiutował w jego barwach w Terceira Divisão. Na początku 2014 roku przeszedł na wypożyczenie do AC Alcanenense grającego w Segunda Divisão. Latem 2014 wrócił do Nacionalu. Jego zawodnikiem był do 2016 roku.
Następnie wrócił do ojczyzny, gdzie ponownie bronił barw Académiki do Mindelo oraz Batuque FC.
| Sezon   | Klub           | Kraj       | Rozgrywki        | Mecze | Gole |
| ------- | -------------- | ---------- | ---------------- | ----- | ---- |
| 2012/13 | CD Nacional    | Portugalia | Primeira Liga    | 0     | 0    |
| 2013/14 | AD Oeiras      | Portugalia | Terceira Divisão | 16    | 1    |
| 2013/14 | AC Alcanenense | Portugalia | Segunda Divisão  | 11    | 0    |
| 2014/15 | CD Nacional    | Portugalia | Primeira Liga    | 0     | 0    |
| 2015/16 | CD Nacional    | Portugalia | Primeira Liga    | 0     | 0    |

## Kariera reprezentacyjna
W reprezentacji Republiki Zielonego Przylądka Ken zadebiutował 19 listopada 2014 roku w przegranym 0:1 meczu eliminacjach do MŚ 2014 z Zambią. W 2015 roku został powołany do kadry na Puchar Narodów Afryki 2015. Był na nim rezerwowym bramkarzem i nie rozegrał żadnego meczu.